# Ecton (Physik)
Ectonen sind die kleinsten Mikroexplosionen beim Ablauf einer Lichtbogenverdampfung. Bei jedem Ecton werden eine Vielzahl von Teilchen freigesetzt, Elektronen, Ionen, Atome und flüssige Cluster.
Das Ecton-Modell wurde 1990 vom russischen Physiker Gennady Mesyats eingeführt. Die Bezeichnung „Ecton“ ist ein künstlich geschaffenes Wort. Die ersten beiden Buchstaben stehen für das englische explosive center und die Endung -ton ist ein Hinweis auf die Teilchennatur dieses Phänomens.
Das Modell erklärt, warum die Eigenschaften der freigesetzten Ionen über einen weiten Bereich makroskopischer Stromdichten wenig von der Stromdichte abhängen.
Das Konzept des "Ectons" hat nur wenig Beachtung gefunden.

## Vorgänge

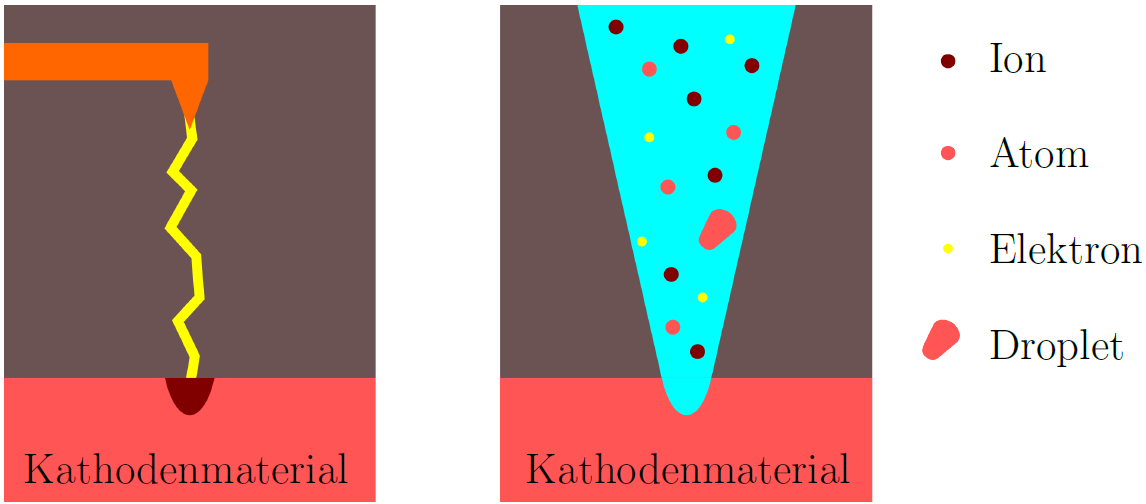
Im linken Bild ist der Lichtbogen zwischen Zünder und Kathodenmaterial, sowie die Bildung eines Ectons zu sehen. Im rechten Bild die entstehende Plasmafackel mit den emittierten Teilchen.

Die Verdampfung der Kathode verläuft nicht kontinuierlich, sondern aufgrund thermischer Instabilität in Form einer fraktalen Hierarchie immer kleinerer Mikroexplosionen, deren kleinste Einheiten die Ectonen sind. Ectonen gehen von lokalen Spitzen aus und hinterlassen trichterförmige Krater. Aufgrund der häufigen Wiederholung dieses Vorgangs entsteht eine Art Kraterlandschaft auf der Kathodenoberfläche.
Ein Ecton hat eine Größe von etwa einem Mikrometer und eine Lebensdauer von etwa 10 ns bei einer Emission von etwa 1011 Elektronen (je nach Material). In dieser kurzen Zeit geht das Kathodenmaterial vom festen Aggregatzustand in ein Plasma über, wobei aufgrund des weit überkritischen Druckes ein Phasenübergang flüssig → gasförmig nicht auftritt.